# Puxisardinophilie

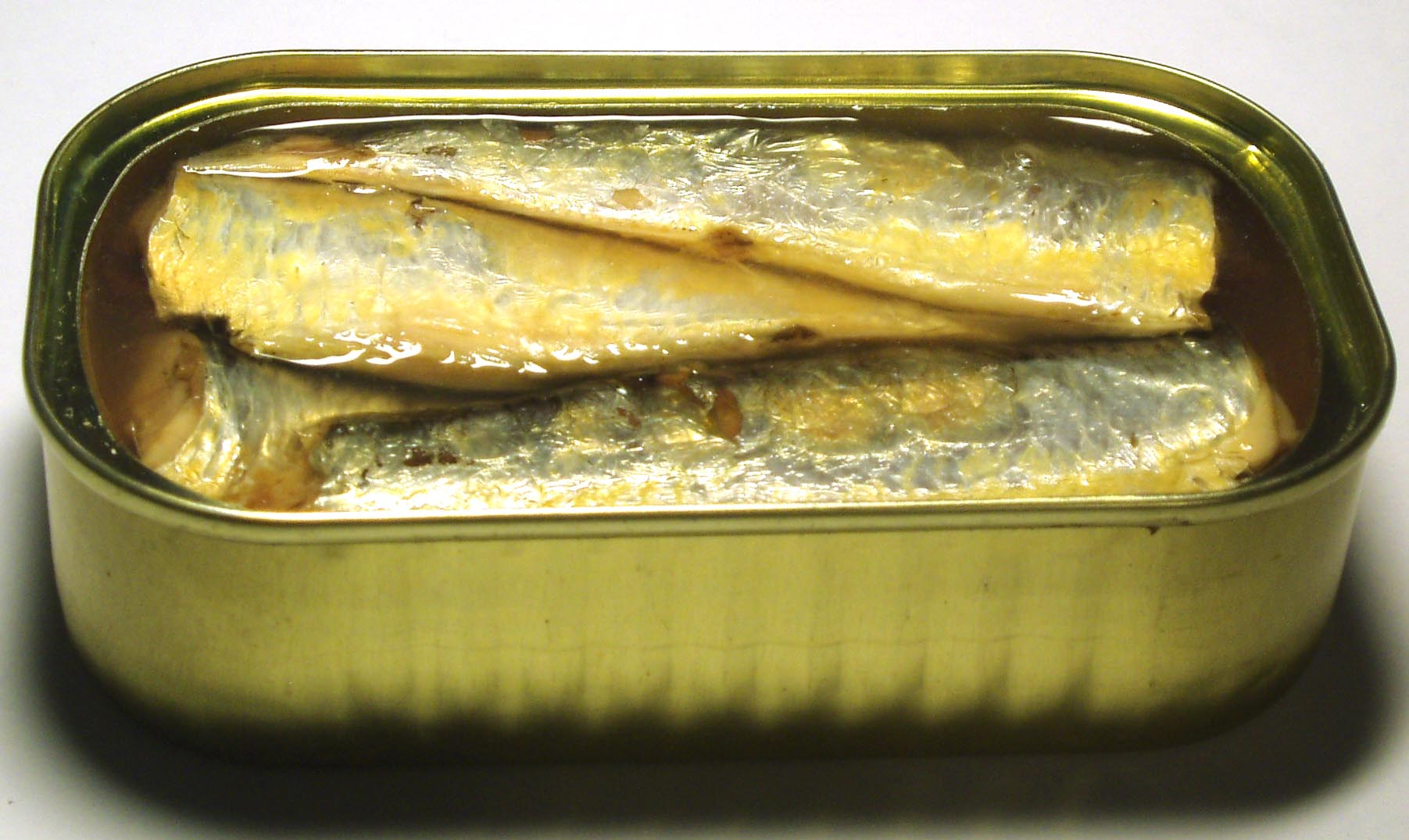
Une conserve de sardines à l'huile.

La puxisardinophilie, appelée aussi clupéidophilie, est le nom donné à la collection des boîtes de sardines, vides ou pleines. 

## Collectionneurs célèbres
Le réalisateur et animateur de télévision français Pierre Tchernia collectionnait les boîtes de sardines et de maquereaux.